# Pachygrapsus crassipes
Pachygrapsus crassipes is een krabbensoort uit de familie van de Grapsidae. De wetenschappelijke naam van de soort is voor het eerst geldig gepubliceerd in 1840 door Randall.